# Kurt Geipel
Kurt Richard Geipel (* 13. Juli 1902 in Netzschkau; † 1. September 1944 bei Montélimar) war ein deutscher Aquarellmaler und Entwerfer.

## Leben und Werk
Kurt Geipel wurde 1902 in Netzschkau geboren und besuchte von 1917 bis 1921 die Kunstschule im benachbarten Plauen, bevor er für einige Jahre als Entwerfer und Illustrator in Berlin tätig war. Er schuf u. a. Illustrationen für die Leipziger Illustrierte und Westermanns Monatshefte, wobei er sich der Förderung der in Greiz geborenen zweiten Ehefrau des abgedankten Kaisers Wilhelm II., Hermine Reuß, erfreute.
Ab 1929 befand er sich auf einer ausgedehnten Orientstudienreise, welche ihn über Venedig, die Türkei und Israel bis nach Ägypten führte. Als Landschafts- und Tiermaler bevorzugte er das Aquarell, in dieser Technik entwickelte er die größte Virtuosität und übte diesbezüglich einen großen Einfluss auf spätere vogtländische Künstler wie Siegfried Hauffe und Manfred Feiler aus.
Geipel war Mitglied der Künstlervereinigungen Akanthus und Burgsteiner und seit 1933 als Lehrer an der Plauener Kunstschule tätig. Im Zweiten Weltkrieg war er als Soldat in Frankreich eingesetzt (u. a. in der Provence, in den Pyrenäen und in Paris) und fiel am 1. September 1944 während der Operation Dragoon in einer Schlacht im Rhonetal bei Montélimar.

## Werke (Auswahl)
- 1923: Bei Netzschkau,[3] Öl auf Leinwand, ca. 55 × 75 cm
- um 1925: Im Wudelgrund bei Rheinsdorf,[3] Mischtechnik (Aquarell und Gouache), ca. 42 × 49,5 cm
- 1926: Das Dschungel-Ungeheuer,[3] Bleistiftzeichnung, ca. 28 × 10 cm
- um 1929: Moschee im Sonnenlicht,[2] Aquarell über Bleistift, ca. 25 × 31,5 cm
- 1933: Regensburgansicht,[5] Aquarell, 72 × 51,5 cm
- 1936: Ansicht Greiz,[3] Aquarell, ca. 34 × 23 cm
- Jahr unbekannt: Burg Mylau im Vogtland,[6] Aquarell, ca. 72 × 62 cm
- um 1938: Blick in die Ferne,[7] Aquarell, ca. 24 × 32,5 cm
- 1940: Eine lustige Gesellschaft,[8] Aquarell, ca. 24 × 15 cm
- 1941: Waldstück,[9] Fotografie eines Aquarells, veröffentlicht in der Kunstzeitschrift Die Kunst im Deutschen Reich
- 1941: Fuchs im Dickicht am Waldrand,[10] Öl auf Leinwand, ca. 90 × 100 cm

## Ausstellungen
- 1941 bis 1944: Beschickung der Großen Deutsche Kunstausstellung im Haus der Deutschen Kunst in München
- 2012: Kabinettausstellung im Schloss Netzschkau[11]
- 2014: Dialog mit der Geschichte – Malerei im Vogtland des 20. und 21. Jahrhunderts[12] in der Galerie im Malzhaus Plauen